# 이성윤 (1570년)
이성윤(李誠胤, 1570년 ~ 1620년)은 조선의 무신이다. 본관은 전주(全州)이며, 고조부는 성종이고, 증조부는 익양군 이회다. 1592년(선조 25)

## 생애
임진왜란이 일어나자, 선전관이 되어 세자 광해군을 따라 피란하여 신주(神主)를 봉안하였다. 광해군의 분조에 호종한 공으로 호종공신 2등에 올랐다. 그의 초상화는 보물 제1490호, 그의 위성공신교서 및 관련유물은 보물 제1508호이다. 금산군(錦山君)에 봉해졌으며, 사후 1669년(현종 10) 충정(忠貞)의 시호가 내려졌다.